# Shoichi Funaki
Shoichi Funaki (船木 勝一?, Funaki Shoichi; Tokyo, 24 agosto 1968) è un ex wrestler giapponese sotto contratto con la WWE, dove svolge il ruolo di commentatore dei pay-per-view in lingua giapponese.
In WWE è noto per i suoi trascorsi come Funaki e Kung Fu Naki. Dal 1990 al 1998, Shoichi ha militato nelle indies del Giappone e degli Stati Uniti. Nel 1998 è passato alla WWF/E, dove ha vinto nel 2000 il WWF Hardcore Championship e nel 2004 il Cruiserweight Championship (con un regno durato 70 giorni).

## Carriera

### Primi anni (1990–1998)
Shoichi cominciò la sua carriera nella Pro Wrestling Fujiwara Gumi promotion (1990-1996) di Yoshiaki Fujiwara adottando lo stile della lucha libre. Passò in seguito alla Michinoku Pro Wrestling (1996), formando con Taka Michinoku, Dick Togo e Men's Teioh una stable chiamata Kai En Tai. Successivamente passò alla [Universal Wrestling Association (1997) dove vinse l'UWA World Middleweight Championship sconfiggendo El Pantera il 19 marzo 1997 in Giappone.

### World Wrestling Federation/Entertainment (1998–2010)

#### Kai En Tai (1998–2001)
Shoichi approdò alla World Wrestling Federation nel marzo del 1998 combattendo con il ring name Funaki. Dopo aver riformato i Kai En Tai con Dick Togo e Men's Teioh, ebbe un feud con Taka Michinoku, e i tre lo sconfissero in un 3-on-2 Handicap match (dove Michinoku faceva coppia con Justin Bradshaw) a Over the Edge: In Your House. Il 2 aprile 2000, a WrestleMania 2000, Funaki vinse il WWF Hardcore Championship schienando Viscera (grazie all'aiuto di Bradshaw) in una 15-minute Hardcore Battle Royal ma venne subito dopo privato del titolo da Rodney, che venne infine vinto da Hardcore Holly. Il 24 settembre ad Unforgiven Funaki partecipò ad un'altra Battle Royal per il WWE Hardcore Championship che però viene vinta dal campione Steve Blackman. Nel 2001 i Kai En Tai cominciarono a combattere in vari dark match dei pay-per-view (come alla Royal Rumble e ad Unforgiven). Quando Michinoku lasciò la WWF, Funaki adottò la gimmick face dell'annunciatore numero 1 di SmackDown!, effettuando interviste a vari wrestler nel backstage.

#### Competizione singola (2001–2003)
Il 18 novembre 2001, a Survivor Series, Funaki partecipò all'"Immunity Battle Royal" che però viene vinta da Test. In seguito Funaki venne trasferito nel roster di SmackDown! dove venne ben presto relegato al ruolo di jobber, combattendo per la maggior parte del tempo a Velocity. Il 12 marzo 2002 Funaki viene nettamente sconfitto dal giovane Brock Lesnar in un dark match. Funaki cercò in seguito di conquistare il WWE Tag Team Championship assieme al connazionale Último Dragón ma vennero sconfitti dai campioni Eddie Guerrero e Tajiri, il 6 settembre a Velocity. Il 26 ottobre, a Rebellion, Funaki sconfisse Crash Holly. Funaki e Último Dragón vennero anche sconfitti dai Basham Brothers (Danny Basham e Doug Basham) il 24 gennaio 2003 a Velocity, fallendo l'assalto ai titoli di coppia. Il 27 luglio, a Vengeance, Funaki partecipò all'APA Invitational Bar Room Brawl match che venne vinto da Bradshaw.

#### Cruiserweight Champion (2004–2005)
Funaki entrò nella divisione dei pesi leggeri di SmackDown! intorno al 2003. Nella puntata di SmackDown! del 4 marzo 2004 Funaki perse contro il Cruiserweight Champion Chavo Guerrero in un match non titolato. Sempre a SmackDown!, l'11 marzo, Funaki partecipò ad un 8-Man Tag Team match insieme a Billy Kidman, Rey Mysterio e Último Dragón contro Akio, Jamie Noble, Ryan Sakoda e Tajiri, riuscendo a trionfare assieme ai suoi tre compagni. Il 14 marzo a Wrestlemania XX Funaki partecipò ad una Cruiserweight Open Challenge per il Cruiserweight Championship ma venne eliminato da Jamie Noble. Il 9 dicembre a SmackDown! Funaki vinse una Battle Royal che includeva anche Paul London, Nunzio, Shannon Moore, Billy Kidman, Chavo Guerrero e Akio valida per determinare il contendente nº1 al Cruiserweight Championship di Spike Dudley. Funaki vinse poi il Cruiserweight Championship contro Spike Dudley il 12 dicembre ad Armageddon grazie ad un roll-up. La sera dopo a SmackDown! Funaki difese con successo il titolo contro lo stesso Spike Dudley. Qualche settimana dopo, ad inizio 2005, Funaki difese con successo il titolo contro Akio a SmackDown!. Difese successivamente con successo il titolo anche in un Fatal 4-Way match contro Spike Dudley, Nunzio e Akio a SmackDown!. Il 10 febbraio 2005 a SmackDown! Funaki difese il titolo con successo contro Chavo Guerrero. Il 20 febbraio a No Way Out, però, Funaki perse il titolo proprio in un 6-Man Elimination match che includeva anche Akio, Chavo Guerrero, Paul London, Shannon Moore e Spike Dudley; Funaki venne eliminato per primo da un roll-up di London a seguito di una distrazione di Spike Dudley e, alla fine, la contesa fu vinta da Chavo Guerrero, che conquisto così il titolo.

#### Divisione dei pesi leggeri diSmackDown!(2005–2008)
Nella puntata di SmackDown! 29 marzo 2005 Funaki partecipa ad una Battle Royal con in palio il Cruiserweight Championship di Chavo Guerrero insieme ad Akio, Billy Kidman, Nunzio, Scotty 2 Hotty, Spike Dudley e Paul London ma è quest'ultimo a vincere la contesa e il titolo. L'8 agosto Funaki affronta John "Bradshaw" Layfield in un No Holds Barred match ma questo termina in un no contest a causa dell'intervento di Batista. Il 25 agosto perde anche contro Mr. Ken Anderson, poi noto come Mr. Kennedy (al suo match di debutto). Il 18 dicembre ad Armageddon perde contro Jamie Noble. Durante un'intervista con il Cruiserweight Champion Kid Kash, a SmackDown!, viene assalito da questi che effettua una brainbuster sul tavolo di commento.
Il 27 gennaio 2006 sconfigge Finlay per squalifica, dopo che l'arbitro aveva inizialmente decretato la vittoria dell'irlandese per schienamento, rivedendo poi la sua decisione e decretando la vittoria del giapponese per squalifica. Alla Royal Rumble del 29 gennaio Funaki ha partecipato ad un Six-way match per il Cruiserweight Championship assieme al campione Kid Kash, Jamie Noble, Nunzio, Paul London e Gregory Helms ma la contesa viene vinta da quest'ultimo grazie ad una Shining Wizard sullo stesso Funaki, laureandosi così nuovo Cruiserweight Champion. A No Way Out del 19 febbraio prende parte ad un 9-man Cruiserweight match ma Helms mantiene il titolo. Il 25 febbraio a Velocity Funaki si allea con i WWE Tag Team Champions Paul London e Brian Kendrick, affrontando in un 6-Man Tag Team match Simon Dean e i The Gymini (Jesse e Jake), perdendo. Il 3 marzo sconfigge Jamie Noble, mentre il giorno dopo sconfigge Sylvan. Il 5 marzo perde, insieme a London e Kendrick, contro Helms, Kid Kash e Jamie Noble. Perde ancora, in coppia con Scotty 2 Hotty, contro Kid Kash e Jamie Noble l'11 marzo a Velocity. Il 31 marzo perde contro Vito; affronta poi The Great Khali (al debutto) il 21 aprile ma viene distrutto dal gigante indiano in pochi istanti. Viene poi sconfitto assieme a Scotty 2 Hotty in un tag team match contro Vito e Nunzio il 19 maggio. Funaki e Scotty perdono ancora contro Kid Kash e Jamie Noble il 26 maggio. Il 22 settembre a SmackDown! viene sconfitto anche da The Miz.
Tentò un secondo assalto al Cruiserweight Championship nelle varie Cruiserweight Open Challenge, entrambe nel 2007: la prima, disputata a No Way Out (a cui parteciparono anche Daivari, Scotty 2 Hotty, Shannon Moore, Chavo Guerrero e Jimmy Wang Yang), vide Funaki affrontare il campione Gregory Helms, il quale annientò il giapponese in pochi istanti ma venne in seguito sconfitto da Jimmy Wang Yang, il quale poi perse definitivamente contro Chavo Guerrero, che si laureò così nuovo campione. Nella seconda, invece, Funaki partecipò ad una Six-man Cruiserweight Open a The Great American Bash insieme a Shannon Moore, Jamie Noble, Jimmy Wang Yang e Chavo Guerrero ma il titolo venne stavolta vinto a sorpresa da Hornswoggle. Nell'estate 2007 Shoichi è stato sospeso per un mese per infrazione al WWE Wellness Program.
Shoichi ha fatto parte della divisione pesi leggeri alla ricerca di un secondo regno da campione della divisione ma da quando il titolo è stato revocato il 25 settembre, Shoichi si è alleato con Shannon Moore con cui ha militato nella divisione di coppia, andando più volte all'assalto dei WWE Tag Team Championships, detenuti da The Miz e John Morrison. Da quando Shannon Moore è stato licenziato, Shoichi fu relegato al ruolo di jobber. Il 17 dicembre partecipa ad una Battle Royal per il World Heavyweight Championship, reso vacante da Edge, ma viene eliminato subito da The Great Khali, il quale vince la contesa diventando nuovo campione.

#### Kung Fu Naki (2008–2010)
Dall'ottobre 2008 combatté a SmackDown con la gimmick di un karateka con il nome Kung Fu Naki. Il suo primo incontro fu il 24 ottobre in un tag team match assieme ad R-Truth (colui che gli ha suggerito nel backstage l'idea per la sua nuova gimmick) contro Montel Vontavious Porter e Shelton Benjamin, uscendone vittorioso. In un'altra occasione, il 14 novembre 2008, sconfigge nuovamente Montel Vontavious Porter grazie all'intervento di The Great Khali. Il 5 dicembre 2008 viene sconfitto dal WWE Champion Edge, nonostante una buona prestazione, incassando la prima sconfitta nella sua nuova gimmick. Il 9 dicembre viene sconfitto, insieme a Jimmy Wang Yang, da The Miz e John Morrison in ECW.
Venne licenziato dalla WWE il 22 aprile 2010 dopo più di dieci anni di lavoro con la compagnia.

### Sporadiche apparizioni e circuito indipendente (2011–2015)
Poco tempo dopo tornò a combattere in Giappone per la Pro Wrestling Zero1 e debuttò il 30 maggio in un incontro tag team al fianco di Ikuto Hidaka; insieme sconfissero Yoshiaki Fujiwara e Katsumi Usuda.
Il 2 dicembre 2011 ritornò in WWE in occasione di un house show in Giappone dove arbitrò il match tra Beth Phoenix e Kelly Kelly.

### Ritorno in WWE (2011–presente)

#### Sporadiche apparizioni, commentatore e interprete (2011–presente)
Nel 2016 Funaki è tornato in WWE nel ruolo di commentatore dei pay-per-view in lingua giapponese, nonché interprete dei wrestler giapponesi, ospite di This Week in WWE e membro del cast di The Edge and Christian Show. Il 31 agosto è apparso come interprete del connazionale Akira Tozawa, partecipante al torneo Cruiserweight Classic. Funaki è successivamente apparso il 14 settembre come interprete della connazionale Kairi Sane, vincitrice del torneo Mae Young Classic.

## Personaggio

### Mosse finali
- Crane Kick
- Rising Sun (Tornado DDT, a volte in versione Inverted)
- Shawn Capture (Cross Kneelock, a volte da una posizione di wheelbarrow bodyscissors)

### Soprannomi
- "SmackDown's #1 Announcer"

## Titoli e riconoscimenti
- Pro Wrestling Fujiwara Gumi
  - Challenge Cup Tournament (1994)
- Pro Wrestling Illustrated

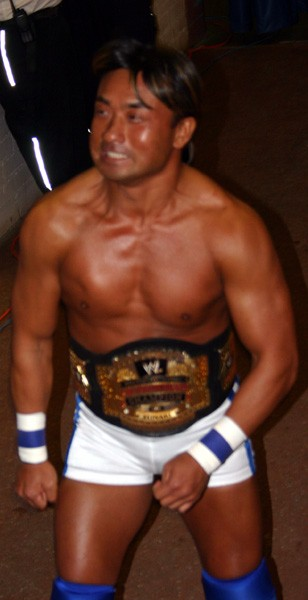
Funaki con il Cruiserweight Championship, titolo che ha vinto una volta con 70 giorni di regno

  - 103º tra i 500 migliori wrestler secondo PWI 500 (2001)
- Texas Wrestling Alliance
  - TWA Heavyweight Championship (1)
- Universal Wrestling Association
  - UWA World Middleweight Championship (1)
- World Wrestling Federation/Entertainment
  - WWE Cruiserweight Championship (1)
  - WWF Hardcore Championship (1)